# Haliclona raphidiophora
Haliclona raphidiophora är en svampdjursart som först beskrevs av Lendenfeld 1888.  Haliclona raphidiophora ingår i släktet Haliclona och familjen Chalinidae. Inga underarter finns listade i Catalogue of Life.